# Bilheteria dos cinemas no Brasil em 2025
Lista com o valor de arrecadação em reais e o público dos principais filmes lançados nos cinemas de todo o Brasil no ano de 2025.

## Líderes de arrecadação nos fins de semana
| Data            | Filme                                 | Arrecadação (em R$) | Notas                                                           |
| --------------- | ------------------------------------- | ------------------- | --------------------------------------------------------------- |
| 5 de janeiro    | O Auto da Compadecida 2               | 14 420 000          | Filme nacional.                                                 |
| 12 de janeiro   | Mufasa: O Rei Leão                    | 9 220 000           | Quarta semana em cartaz. Sonic 3 - O Filme teve mais público.   |
| 19 de janeiro   | Mufasa: O Rei Leão                    | 7 210 000           |                                                                 |
| 26 de janeiro   | Ainda Estou Aqui                      | 5 320 000           | Filme nacional; 12ª semana em cartaz. Mufasa teve mais público. |
| 2 de fevereiro  | Ainda Estou Aqui                      | 4 430 000           |                                                                 |
| 9 de fevereiro  | Mufasa: O Rei Leão                    | 5 770 000           |                                                                 |
| 16 de fevereiro | Capitão América: Admirável Mundo Novo | 19 760 000          |                                                                 |
| 23 de fevereiro | Capitão América: Admirável Mundo Novo | 9 920 000           |                                                                 |
| 2 de março      | Capitão América: Admirável Mundo Novo | 5 610 000           |                                                                 |
| 9 de março      | Capitão América: Admirável Mundo Novo | 4 200 000           |                                                                 |
| 16 de março     | Vitória                               | 4 680 000           | Filme nacional.                                                 |
| 23 de março     | Branca de Neve                        | 13 800 000          |                                                                 |
| 30 de março     | Branca de Neve                        | 8 555 000           |                                                                 |
| 6 de abril      | Um Filme Minecraft                    | 31 890 000          |                                                                 |
| 13 de abril     | Um Filme Minecraft                    | 21 750 000          |                                                                 |
| 20 de abril     | Um Filme Minecraft                    | 13 700 000          |                                                                 |
| 27 de abril     | Um Filme Minecraft                    | 6 480 000           |                                                                 |
| 4 de maio       | Thunderbolts*                         | 19 810 000          |                                                                 |
| 11 de maio      | Thunderbolts*                         | 8 630 000           |                                                                 |
| 18 de maio      | Premonição 6: Laços de Sangue         | 11 700 000          |                                                                 |
| 25 de maio      | Lilo & Stitch                         | 61 920 000          | Maior renda de estreia do ano.                                  |
| 1 de junho      | Lilo & Stitch                         | 41 700 000          |                                                                 |
| 8 de junho      | Lilo & Stitch                         | 24 590 000          |                                                                 |
| 15 de junho     | Como Treinar o Seu Dragão             | 23 830 000          |                                                                 |
| 22 de junho     | Como Treinar o Seu Dragão             | 20 860 000          |                                                                 |
| 29 de junho     | F1 - O Filme                          | 9 790 000           | Como Treinar o Seu Dragão teve mais público.                    |
| 06 de julho     | Jurassic World - Recomeço             | 19 119 000          |                                                                 |
| 13 de julho     | Superman                              | 25 500 000          |                                                                 |
| 20 de julho     | Superman                              | 16 940 000          |                                                                 |
| 27 de julho     | Quarteto Fantástico: Primeiros Passos | 22 710 000          |                                                                 |
| 03 de agosto    | Quarteto Fantástico: Primeiros Passos | 14 310 000          |                                                                 |
| 10 de agosto    | Quarteto Fantástico: Primeiros Passos | 8 370 000           |                                                                 |
| 17 de agosto    | Quarteto Fantástico: Primeiros Passos | 4 860 000           |                                                                 |

## Arrecadação total
| #  | Filme                                 | Estúdio            | Arrecadação(em R$) | Público Total | Ref. |
| -- | ------------------------------------- | ------------------ | ------------------ | ------------- | ---- |
| 1  | Lilo & Stitch                         | Disney/Buena Vista | 214.500.000        | 10.399.960    |      |
| 2  | Como Treinar o Seu Dragão             | Universal Studios  | 120.321.186        | 5.790.130     |      |
| 3  | Um Filme Minecraft                    | Warner Bros.       | 111.050.000        | 5.400.000     |      |
| 4  | Superman                              | Warner Bros.       | 90.023.000         | 4.200.560     |      |
| 5  | Quarteto Fantástico: Primeiros Passos | Disney/Buena Vista | 70.528.716         | 3.316.768     |      |
| 6  | Jurassic World - Recomeço             | Universal Studios  | 65.409.000         | 3.192.230     |      |
| 7  | Capitão América: Admirável Mundo Novo | Disney/Buena Vista | 62.481.326         | 2.992.342     |      |
| 8  | Thunderbolts*                         | Disney/Buena Vista | 45.639.000         | 2.100.910     |      |
| 9  | Branca de Neve                        | Disney/Buena Vista | 39.910.000         | 1.912.840     |      |
| 10 | Premonição 6: Laços de Sangue         | Warner Bros.       | 37.030.000         | 1.837.960     |      |
| 11 | Missão: Impossível - O Acerto Final   | Paramount Pictures | 35.690.000         | 1.470.170     |      |
| 12 | F1 - O Filme                          | Warner Bros.       | 35.086.135         | 1.387.390     |      |
| 13 | Smurfs                                | Paramount Pictures | 23.823.000         | 1.271.153     |      |
| 14 | Nosferatu                             | Universal Studios  | 19.411.223         | 920.345       |      |
| 15 | Pecadores                             | Warner Bros.       | 18.703.301         | 842.600       |      |
| 16 | Chico Bento e a Goiabeira Maraviósa   | Paris Filmes       | 17.140.153         | 1.000.000     |      |
| 17 | Conclave                              | Diamond Films      | 16.678.644         | 716.685       |      |
| 18 | Vitória                               | Sony Pictures      | 15.357.203         | 711.350       |      |
| 19 | Homem com H                           | Paris Filmes       | 13.838.238         | 635.310       |      |
| 20 | Bailarina                             | Paris Filmes       | 12.783.252         | 575.980       |      |